# Agabus dichrous
Agabus dichrous är en skalbaggsart som beskrevs av Sharp 1878. Agabus dichrous ingår i släktet Agabus och familjen dykare. Inga underarter finns listade i Catalogue of Life.